# Montipora angulata
Espèce
Statut de conservation UICN

 VU A4ce : Vulnérable
Statut CITES
Montipora angulata est une espèce de coraux appartenant à la famille des Acroporidae.